# Frank Dove
Frank Sydney Dove (3 de setembro de 1897, 10 de fevereiro de 1957) foi um pugilista britânico que competiu nos Jogos Olímpicos de Verão de 1920.
Em 1920 foi eliminado nos quartos de finais dos pesos-pesados após perder o seu combate para Søren Petersen, que ganharia a medalha de prata.